# Válka Hluku
Válka Hluku (Monsters of Men) je poslední díl sci-fi dystopické knižní série Trilogie Chaos od amerického spisovatele Patricka Nesse. Knížku vydalo v roce 2010 nakladatelství Walker Books. Český překlad vyšel o dva roky později u nakladatelství Jota. Knížka je vyprávěna v ich-formě z pohledu Todda, Violy a Sádráka jménem Návrat.

## Děj
Chvíli poté, co Todd pustil na svobodu prezidenta Prentisse, se prezidentovi podařilo zformovat vojáky a postavit se na odpor ohromné armádě Sádráků. Přestože se bitva pro lidi vyvíjela špatně, vojáci díky odstřelování z mohutných děl zaženou Sádráky na ústup. Viola mezitím zvládne najít průzkumnou loď, se kterou na Nový svět přiletěli Bradley Trench a Simone Watkinová, Violynini přátelé z osadnické lodi. Zároveň se k nim dostane i paní Coylová, která u průzkumné lodi postaví léčebné stany a zřídí zde základnu Odpovědi. Příští den proběhne další bitva Sádráků s prezidentovými vojáky a Toddem, ve které mají Sádráci opět navrch. Tentokrát už ovšem nedokáže prezident s pomocí děl zvrátit průběh bitvy a je nucen ustoupit. Bitvu poté ukončí Viola. Ta, aby zachránila Toddovi život, odpálí z lodi raketu, která zabije spousty Sádráků.
Po tomto nezdařeném útoku změní Sádráci styl boje. Postaví na řece hráz, čímž odříznou Nový Prentisstown od přívodu vody a zároveň začnou provádět malé útoky na strategická místa ve městě. Mezitím se všem ženám, včetně Violy, zanítí kovové pásky, kterými byly dříve označkovány. Léčitelkám vedených paní Coylovou se podaří zjistit, že zánět je smrtelný. Paní Coylová z toho viní prezidenta, protože si myslí, že nechal do pásků přimíchat nějaký jed. Todd a Viola poté naplánují setkání paní Coylové s prezidentem, na kterém se dohodne společný postup proti Sádrákům. Když spolu začnou obě dvě strany spolupracovat, úspěšně se jim daří odrážet útoky Sádráků a navíc se jim povede jednoho zajmout. Toho poté vyšlou zpátky k vůdci Sádráků s poselstvím, že chtějí uzavřít mír.
Na mírové jednání se Sádráky jsou vysláni Bradley a Viola, která je díky zánětu již ve velmi špatném stavu. Nakonec se oběma podaří se Sádráky dohodnout příměří. Prezident Prentiss také zároveň oznámí, že se podařilo vymyslet lék na zánět z pásků. To velice špatně nese paní Coylová, která za tím vidí nějakou prezidentovu lest. Todd poté nasadí Viole, která je díky zánětu ve velmi špatném stavu, léčebné obvazy a ty zánět vyléčí. Paní Coylová se ale nesmíří s narůstající prezidentovou popularitou a pomocí sebevražedného atentátu se ho pokusí zabít. Toddovi se ovšem podaří strhnout prezidenta stranou a bomba zabije Simome. Po tomto útoku přijíždí k prezidentově velké nelibosti do města Ben, kterému Sádráci zachránili život a on se stal prostředníkem mezi lidmi a Sádráky. Během jedné chvilky, kdy Viola zůstane s Toddem sama ve stanu, se jí Todd svěří, že chce s Benem odejít z Nového Prentisstownu a že by chtěl, aby šla s ním. Viola Todda políbí a poté mu řekne, že s ním půjde.
Ben s Bradleym a Violou vyráží k večeru znovu za Sádráky a prezident Prentiss mezitím omráčí v průzkumné lodi Todda, pomocí lodních trysek podpálí základnu Sádráků i Nový Prentisstown a s Toddem odletí k oceánu. Tam za Toddem přijíždí Viola a Toddovi se podaří prezidenta pomocí Hluku porazit. Prezident Prentiss, který nechce dopustit, aby ho Todd zabil, poté sám spáchá sebevraždu. Z ničeho nic se u pobřeží vynoří Sádrák 1017, který si splete Todda s prezidentem a zastřelí ho sádráckou zbraní. Viola, které Toddova smrt zlomí srdce, ho chce zabít, ale Ben ji přemluví, aby to nedělala, neboť by tím rozpoutala další válku. Ben pak zjistí, že Todd stále vydává slabý Hluk, což znamená, že stále žije. Na návrh 1017 je Todd umístěn do sádráckého stanu a léčen sádeckou medicínou. Viola poté ve stanu čeká, až se probere a zároveň mu čte z deníku jeho matky.

## Ocenění
Knížka byla v roce 2011 oceněna Carnegieho medailí.